# Cole Perfetti
Cole Perfetti (Whitby, Ontario, 1 de enero de 2002) es un jugador profesional canadiense de hockey sobre hielo que se desempeña en la posición de centro en Winnipeg Jets, equipo de la National Hockey League (NHL).

## Carrera
Fue seleccionado en la primera ronda en la NHL Entry Draft de 2020. En 2021 hizo su debut profesional con el equipo Winnipeg Jets, donde lleva jugando tres temporadas.